# Ski or Die
Ski or Die (Катайся на лыжах или умри) – компьютерная игра, симулятор зимних видов спорта. Разработан и выпущен компанией Electronic Arts в 1990 году для Amiga, NES, MS-DOS и Commodore 64.
Игра состоит из 5 мини-игр, которые могут быть воспроизведены по отдельности или вместе по очереди. До 6 игроков могут соревноваться друг с другом по очереди в 4 мини-играх, и в одной из них можно играть вдвоём.

## Доступные в игре виды спорта
- Хафпайп (сноуборд)
- Спуск на тюбинге
- Фристайл (лыжный спорт)
- Скоростной спуск на лыжах
- Игра в снежки